# Леусенко, Иван Михайлович
Иван Михайлович Леусенко (1917—1970) — полковник Советской Армии, участник Великой Отечественной войны, Герой Советского Союза (1943).

## Биография
Иван Леусенко родился 21 января 1917 года в селе Великий Лес (ныне — Липоводолинский район Сумской области Украины). После окончания семи классов школы и рабфака проживал и работал в Азове. В 1938—1939 годах проходил службу в Рабоче-крестьянской Красной Армии. В 1940 году Леусенко повторно был призван в армию. В 1941 году он окончил Одесское пехотное училище и курсы «Выстрел». С июня того же года — на фронтах Великой Отечественной войны.
К сентябрю 1943 года подполковник Иван Леусенко командовал 78-м стрелковым полком 74-й стрелковой дивизии 13-й армии Центрального фронта. Отличился во время битвы за Днепр. Под его руководством полк успешно переправился через Десну, Припять и Днепр в районе села Комарин Брагинского района Гомельской области Белорусской ССР, захватил и удержал плацдарм на его западном берегу. Действия полка способствовали успешной переправе всей дивизии.
Указом Президиума Верховного Совета СССР от 16 октября 1943 года за «умелое руководство боевыми действиями подразделений, мужество и отвагу, проявленные при форсировании Днепра» подполковник Иван Леусенко был удостоен высокого звания Героя Советского Союза с вручением ордена Ленина и медали «Золотая Звезда» за номером 2061.
После окончания войны Леусенко продолжил службу в Советской Армии. В 1950 году он окончил Военную академию имени Фрунзе. В ноябре 1955 года в звании полковника Леусенко был уволен в запас. Проживал и работал в Черновцах. Скончался 10 октября 1970 года, похоронен на Русском кладбище Черновцов.
Был также награждён орденами Красного Знамени, Суворова 3-й степени, Отечественной войны 1-й степени и Красной Звезды, рядом медалей.